# Sounds and Silence
Sounds and Silence ist ein Dokumentarfilm über den Gründer und Chef des Musiklabels ECM, Manfred Eicher aus dem Jahr 2009.
Der Film ist eine Produktion von Recycled TV AG und Biograph Film. In Deutschland kam der Film am 28. Oktober 2010 im Arsenal Filmverleih in die Kinos.

## Handlung
Die Filmemacher Peter Guyer und Norbert Wiedmer folgen dem Chef und ECM-Labelgründer Manfred Eicher auf seiner Suche nach Klängen, Tönen und Geräuschen. Mit der Kamera begleiten sie den Produzenten bei seiner Arbeit, bei Aufnahmen, Live-Konzerten, im Studio und im Büro, in großen Konzertsälen sowie kleinen Hinterzimmern. Dabei treffen sie auf so unterschiedliche Künstler wie Arvo Pärt, Anouar Brahem, Eleni Karaindrou, Gianluigi Trovesi oder Nik Bärtsch. Dabei geht es den Regisseuren weniger um eine Biographie Eichers als vielmehr darum, die magischen Momente der Musik einzufangen.

## Musik
Die Musik im Film stammt von Künstlern des ECM-Repertoires und reicht von der zeitgenössischen Klassik Arvo Pärts über den Tango Nuevo von Dino Saluzzi bis hin zum Crossover Jazz von Nik Bärtsch und vielem mehr. Neben den Einzelveröffentlichungen der Künstler ist der Soundtrack zum Film ab Herbst 2011 auf ECM Records erhältlich.

## Rezeption
Sounds and Silence wurde auf zahlreichen Festivals gezeigt, unter anderem auf dem Melbourne International Film Festival 2010, bei den Solothurner Filmtagen 2010, auf der Viennale 2009, auf den Hofer Filmtagen 2009 oder auf dem Filmfestival Locarno 2009.
Wolfgang Sander schrieb in der Frankfurter Allgemeine Zeitung: „So sind die faszinierendsten Teile des Films jene, in denen man sieht und hört, wie Musik entsteht – wie beim gemeinsamen Abhören im Studio oder Konzertsaal der Klang modifiziert wird, wie der Klavierstimmer auf den Sound von Nik Bärtsch eingeht und die Hämmer entsprechend präpariert, wie Pausen die Musik strukturieren, wie der komponierende Künstler Arvo Pärt und der produzierende Künstler Manfred Eicher sich gegenseitig stimulieren und beim idealen Klang, den sie dann finden, ein grandios-absurdes Tänzchen in der Kirche von Tallinn vollführen. Wer Action sucht, muss sich mit solchen Szenen begnügen. Wer den Film als Schule des Hörens begreift, wird kaum einen besseren finden.“